# 1963 год в литературе

## События
- В Израиле учреждена литературная «Иерусалимская премия».

## Премии
- Нобелевская премия по литературе — Йоргос Сеферис, «За выдающиеся лирические произведения, исполненные преклонения перед миром древних эллинов».

### СССР
- Ленинская премия в области литературы:
  - Чингиз Айтматов, за «Повести гор и степей»;
  - Расул Гамзатов, за книгу стихов «Высокие звёзды»;
  - Самуил Маршак, за книгу стихов «Избранная лирика» и книги для детей

### США
- Пулитцеровская премия за художественную книгу — Уильям Фолкнер, «Похититель» (англ. The Reivers).
- Пулитцеровская премия за лучшую драму — не присуждалась.
- Пулитцеровская премия за поэзию — Уильям Карлос Уильямс, «Картинки по Брейгелю» (англ. Pictures from Brueghel).

### Франция
- Гонкуровская премия — Арман Лану, «Когда море отступает».
- Премия Ренодо — Жан-Мари Гюстав Ле Клезио, «Протокол» (фр. Procès-Verbal).
- Премия Фемина — Роже Вриньи, «Муженская ночь» (фр. La Nuit de Mougins).
- Премия Медичи — Жерар Жарло,«Un chat qui aboie».
- Премия Фенеона — Жан Жильбер, «L’Enfant et le harnais».

## Книги

### Романы
- «Город и псы» (исп. La ciudad y los perros) — роман Марио Варгаса Льосы.
- «Коллекционер» (англ. The Collector) — роман Джона Фаулза.
- «Колыбель для кошки» (англ. Cat's Cradle) — роман Курта Воннегута.
- «На секретной службе Её Величества» (англ. On Her Majesty's Secret Service) — роман Яна Флеминга.
- «Сила вещей» (фр. La Force des choses) — роман Симоны де Бовуар.
- «Планета обезьян» (фр. La Planète des singes) — роман Пьера Буля.
- «Под стеклянным колпаком» (англ. The Bell Jar) — роман Сильвии Плат.
- «V.» — роман Томаса Пинчона.

### Повести
- «Дом моего отца» — повесть Фёдора Самохина.
- «Урфин Джюс и его деревянные солдаты» — повесть Александра Волкова.

### Малая проза
- «Четырёхмерный кошмар» (англ. The Four-Dimensional Nightmare) — сборник рассказов Джеймса Грэма Балларда.
- «Паспорт в вечность» (англ. Passport to Eternity) — сборник рассказов Джеймса Грэма Балларда.

### Пьесы
- «Верный робот» (пол. Wierny robot) —  пьеса Станислава Лема.

### Поэзия
- «Полное собрание стихотворений. 1909—1962» — полное собрание поэтических работ Т. С. Элиота, подготовленное им самим и выпущенное к 75-летию со дня рождения.

## Родились
- 25 июня — Янн Мартел, канадский писатель, лауреат Букеровской премии.
- 6 сентября — Элис Сиболд, американская писательница.
- 9 ноября – Александр Леонидович Тамкович, белорусский писатель.
- 29 декабря — Мария Кнежевич, сербская поэтесса, писательница, публицист, журналист, эссеист, переводчик, литературовед.

## Умерли
- 29 января — Роберт Фрост, выдающийся американский поэт, лауреат четырёх Пулитцеровских премий (родился в 1874).
- 11 февраля — Сильвия Плат, американская поэтесса (родилась в 1932).
- 4 марта — Уильям Карлос Уильямс, американский поэт, лауреат Пулитцеровской премии (родился в 1883).
- 13 апреля — Бабу Гулабрай, индийский писатель на хинди (родился в 1888).
- 16 апреля — Кертту Ванне, финская писательница (род. в 1905).
- 3 мая — Абдулхак Чинаси Хисар, турецкий писатель и поэт (родился в 1887).
- 27 августа — Константин Сагаев, болгарский писатель, поэт, драматург, редактор, переводчик (родился в 1889).
- 11 октября — Жан Кокто, французский писатель (родился в 1889).
- 22 ноября — Олдос Хаксли, британский писатель (родился в 1894).